# メタ学習
メタ学習（メタがくしゅう）とは、機械学習において学習対象とされる課題や領域に応じて、行動や結論を決定する際に、何をどれぐらいの重みで扱うのか知ること。
結果として、ある決まった仮説空間の中から、事例に応じて、適切な仮説を獲得する。

## メタ規則
いろいろな学習器を、いろいろな訓練事例に適用して仮説を生成して、その仮説の性能を正解率などで評価するもの。
一方で、訓練事例の特徴、例えば、事例数、特徴数、分布の分散や非対称性なども得ておく。
こうした訓練事例の特徴を使って、各分類器の性能を予測する。